# حياة حيدر
حياة حيدر (10 ديسمبر 1961 -)، ممثلة عراقية.

## سيرة
ولدت في مدينة بغداد، وهي خريجة قسم السينما من كلية الفنون الجميلة، ودرست الاخراج السينمائي.

## مؤلفاتها
كتاب الفيلم الملحمي بين المعالجة والانفتاح. الطبعة الأولى بغداد 2017. رسالة ماجستير في جامعة بغداد
كتاب التمثّلات الفنية والفكرية للشخصية الشرقية في الفيلم الروائي. الطبعة الأولى بغداد 2022. أطروحة دكتوراه في جامعة بغداد

## أعمالها
كانت بدايات حياة في المسرح في العام 1983 مع فرقة المسرح العسكري ثم واصلت عملها في التلفزيون والسينما. وقد قّدمت العديد من الأعمال التلفزيونية والمسرحيات، منها:
- البهلوان، للمخرج المسرحي فتحي زين العابدين
- جذور الحب، 1985 - قٌدمت على قاعة المسرح الوطني في العراق، وهي من تأليف الدكتور إبراهيم البصري، الإخراج محسن العزاوي[6]
- مسلسل من يعطني الشمس، 1985 - إخراج صلاح كرم، وتأليف صباح عطوان[7]
- مسلسل راعي البيت، إخراج طارق الجبوري وتأليف هادي جواد التميمي[8]
- مسلسل متوالية الحب، 1989- تأليف معاذ يوسف[9]
- أسواق وأشواك
- مسلسل من يطرق باب الليل
- مسلسل رجال الظل
- مسلسل الحوت والجدار، من تأليف شوقي كريم حسن واخراج رجاء كاظم
- المسلسل اللغوي أشهى الموائد في مدينة القواعد، من تأليف الشاعر الدكتور مالك المطلبي، واخراج عماد عبدالهادي.
- مسرحية تعلولة بغدادية، 1992، تأليف وإخراج قاسم محمد[10]
- مسرحية الجسر، أعدها سامي عبدالحميد عن رواية «جسر آرتا» لجورج فيتوكا محولا اياها إلى عمل شعبي ذي خطوط عراقية.
- مسرحية «الممسوخون» من تأليف مثال غازي واخراج سنان العزاوي وتمثيل هناء محمد، وزمن علي

كما عملت بعد العام 2003 في قنوات تلفزيونية. في تقديم برامج تربوية للأطفال.